# Don DeLillo
Don DeLillo (* 20. listopadu 1936) je oceňovaný americký romanopisec, dramatik a esejista. Ve svých dílech pojednává o tak rozličných tématech jako je televize, jaderná válka, sport, složitosti jazyka, umění performance, studená válka, matematika, příchod digitálního věku a globální terorismus. Vyrůstal v italsko-americké komunitě newyorské čtvrti Bronx. Vystudoval katolickou Fordhamovu univerzitu, pak pracoval nějaký čas v reklamní agentuře Ogilvy & Mathers. V roce 1966 začal psát svůj první román s názvem Americana. Na začátku 80. let strávil tři roky cestováním po Blízkém východě a Indii. Žije v newyorském předměstí Bronxville.
V roce 2011 se jako jeden z hostů zúčastnil Festivalu spisovatelů Praha.

## Literární témata a kritika
Soudobými kritiky je Don DeLillo označován za jednu z hlavních postav literární postmoderny. Sám DeLillo se zmínil, že největší vliv na jeho tvorbu a vývoj má „abstraktní expresionismus, zahraniční filmy a jazz". Mnoho DeLillových knih (zejména Bílý šum) zesměšňuje akademický život a zkoumá témata nespoutaného konzumerismu, moderního intelektualismu, undergroundových konspirací, rozpadu a znovusjednocení rodiny a příslibu znovuzrození skrze násilí. V několika románech DeLillo zkoumá zvětšující se viditelnost a efektivitu teroristů jako společenských hráčů a s tím související odsunutí toho, co nazývá tradiční rolí umělců (zejména spisovatelů) v sociálním diskurzu (romány Player, Mao II, Padající muž). Dalším opakujícím se motivem v DeLillově díle je nasycení masmédií a jejich role ve formování simulakra, které slouží k vytržení události z kontextu a k jejímu pozměňování a k vyprázdnění jejího původního významu (Podsvětí, Bílý šum, Padající muž). Téma psychologie davu a kapitulace jednotlivců společné identitě rozebírá v několika románech (Podsvětí, Mao II a Padající muž).
Mnoho anglicky píšících autorů jako např. Bret Easton Ellis, Jonathan Franzen a David Foster Wallace označilo DeLilla jako svou inspiraci. Literární kritik Harold Bloom jej označuje za jednoho z hlavních amerických romanopisců své doby, společně s Thomasem Pynchonem, Philipem Rothem a Cormakem McCarthym, i když Bloom zpochybňuje klasifikaci DeLilla jako postmoderního spisovatele. Na dotaz zdali s tímto označením souhlasí, DeLillo odpověděl: „Nereaguji. Ale raději nejsem škatulkován. Jsem spisovatel, tečka. Americký spisovatel."

## Dílo

### Romány
- Americana (1971)
- End Zone (1972)
- Great Jones Street (1973)
- Ratner's Star (1976)
- Players (1977)
- Running Dog (1978), česky Prašivý pes, 2011
- Amazons (1980) (pod pseudonymem Cleo Birdwell)
- The Names (1982)
- White Noise (1985), česky Bílý šum, 1997
- Libra (1988)
- Mao II (1991)
- Underworld (1997), česky Podsvětí, 2002
- The Body Artist (2001)
- Cosmopolis (2003), česky Cosmopolis, 2012
- Falling Man (2007), česky Padající muž, 2008
- Point Omega (2010), česky Bod Omega, 2010
- The Silence (2020), česky Ticho, 2022

### Divadelní hry
- The Day Room (1979)
- The Day Room (uvedena v roce 1986)
- Valparaiso (uvedena v roce 1999)
- Love-Lies-Bleeding (uvedena v roce 2006)
- The Word for Snow (uvedena v roce 2007)

### Sbírka povídek
- The Angel Esmeralda (2011), česky Anděl Esmeralda, 2015